# Frances Adair Mckenzie
Pour les articles homonymes, voir Adair et Mckenzie.
Frances Adair Mckenzie, née le 8 février 1983  à 100 miles house, Colombie-Britannique (Canada), est une artiste multimédia et féministe.

## Pratique artistique
Sa pratique est multidisciplinaire en ce sens qu'elle emprunte un large éventail de techniques et disciplines comme l'animation en volume, la vidéo, la projection, l’installation, la peinture, la poésie, l'illustration et le spectacle théâtral multimédia ,. Elle collabore aussi avec des groupes musicaux pour produire des vidéoclips et des spectacles, comme le groupe art rock Teen Sleuth. Adair Mckenzie combine les médias et technologies pour représenter des mondes fantastiques. Elle part du chemin parcouru par l’histoire de l’art, la culture populaire, l'idéologie punk, le féminisme et la culture numérique pour créer des espaces DIY de subversion et d'autonomisation.            
Lea Collins, dans un article pour le CBC Arts de VICE, Adair Mckenzie dit à propos de sa pratique:

« Mon travail se concentre sur les nouvelles technologies, mais je suis une peintre et marionnettiste dans l'âme. J'aime manipuler l'esthétique numérique à travers l'anthropomorphisme et les sensibilités picturales. [...] J'aime forcer des récits inattendus à l'intérieur d'éléments familiers. [traduction libre] »

## Matériaux et outils privilégiés
Les outils qu'utilise l'artiste sont essentiellement technologiques (ordinateur, caméra et appareil photo numérique). Comme matériaux, elle emploie de façon récurrente les cartons, le papier-mâché, les fruits (pour représenter le corps humain), la plasticine, les gants de latex, les perruques et un grand nombre d'objets du quotidien, trouvés à proximité et souvent utilisés tels quels dans le but de les animer.  
Lea Collins, dans un article pour le CBC Arts, relève la proximité des objets que l'artiste emploie et nomme quelques exemples d'objets qu'elle utilise :  

« A Love Poem to Unnecessary Objects [...] met en animation des organes humains charnus et un bric-à-brac coloré. Des collations, des outils et des chargeurs de téléphone (formant le lexique d'objets que Mckenzie manipule couramment dans son atelier) dansent ensemble avec un caractère inattendu et troublant.  [traduction libre] »

## Œuvres personnelles

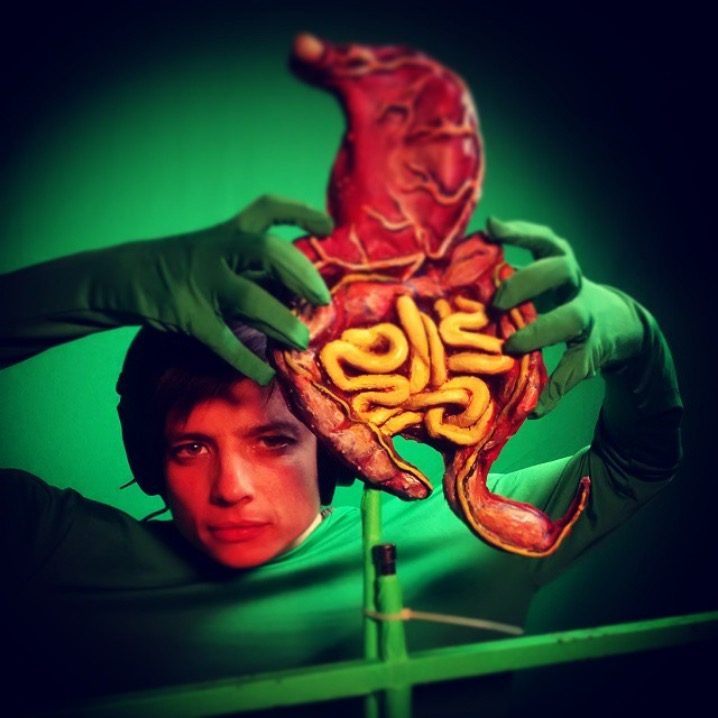
Frances Adair Mckenzie, Projet A Little Craving en création, 2014. Court métrage, 1 min. ONF

### BMWYW (Being Made While You Wait), 2017
BMWYW, présentée dans la salle 2 du centre d’art et de diffusion Clark en septembre-octobre 2017, est une installation comprenant objets, sculptures (particulièrement conçues en vitrail ou avec du verre), vidéo et diorama. Plusieurs des idées ayant mené à l'exposition (incluant son titre) sont liés à l'œuvre de Joyce Wieland Water Sark que l'artiste a réalisé à sa propre table de cuisine en 1965.  

### Glossed Over & Tucked Up, 2016
Ce livre d'artiste immersif, publié aux éditions Anteism, contient un texte de Alisha Piercy. Le livre utilise un dispositif de réalité augmentée (fonctionnant grâce à une application mobile) capable d'afficher des animations de format .GIF.        

### Une Petite Faim / A Little Craving, 2014
Film surréaliste de 1 minute créé durant la résidence Hothouse 10 pour cinéastes émergents canadiens par l'Office national du film du Canada, avec Chris Landreth à titre de mentor.      
Ben Mitchell, directeur général et rédacteur du magazine en ligne sur l'animation Skwigly décrit le film comme étant d'inspiration surréaliste :      

« Son film A Little Craving s’inspire de bruit trouvés de chiens qui grognent pour créer un travail surréaliste en stop-motion dans lequel deux perruques désincarnées mènent une bataille perdue d'avance contre la tentation. [traduction libre] »

## Œuvres collectives

### Les Ateliers, 2014
Arsenal art contemporain, en collaboration avec le Musée d'art contemporain de Montréal, ont lancé un concours pour les artistes émergents. Intitulé Les Ateliers, il a pris forme d'une télé-réalité (Les contemporains) suivant des sessions accélérées de création avec des artistes professionnels établis agissant à titre de mentors, dont David Altmejd, Cynthia Girard, Marc Séguin, François Morelli, Bettina Hoffmann, Isabelle Hayeur et Jean-Pierre Gauthier. Frances Adair Mckenzie faisait partie des six artistes sélectionnés pour participer au concours s'étendant sur deux mois entre le 21 janvier et le 15 mars 2014. Elle y a produit la vidéo Wreath ainsi que les animations/installations Stories for Beautiful Children et Jelly.    

### Party Like it's 1699 / A Digital Opera, 2013
Party Like it's 1699 est le nom d'un collectif et projet dirigé par Frances Adair McKenzie and Aleks Schurmer. Les deux créateurs sont également à l'origine du projet Le Pop d’Époque, un opéra baroque digital au Théâtre St-James présenté par le festival Montréal Baroque et Pop Montreal. Party Like it's 1699 s'est déroulé à la Société des arts technologiques de Montréal.    

#### Livres de Frances Adair Mckenzie
- Frances Adair Mckenzie, Glossed Over & Tucked Up. 2016. Anteism.

#### Sélection de courts-métrages et vidéos de Frances Adair Mckenzie
- Frances Adair Mckenzie (collaboration David Armstong Six & Eric Gingras), FRY GUY; A Table Play in Three Parts. 2017, 4 min 10 s.
- Frances Adair Mckenzie, A Little Craving. 2014, 1 min.
- Frances Adair Mckenzie, A Love Poem to Unneccesary Objects. 2013, 3 min 37 s.
- Frances Adair Mckenzie, Pine Tree:Circle Path (premier vidéo du groupe art rock Teen Sleuth). 2009, 4 min 13 s.